# Euryligia latissima
Euryligia latissima är en kräftdjursart som beskrevs av Karl Wilhelm Verhoeff 1926. Euryligia latissima ingår i släktet Euryligia och familjen gisselgråsuggor. Inga underarter finns listade i Catalogue of Life.